# Épode
Ne doit pas être confondu avec E.P.O.D.E. ou Épodes.
Le mot Épode a deux sens complètement différents en poésie ancienne :
- l'épode est la troisième partie d'une « triade », unité d'un chœur lyrique, après la strophe et l'antistrophe, par exemple dans les Odes triomphales de Pindare et dans les chœurs tragiques (qui sont des successions de ces « triades »)[1] ;
- l'épode est d'autre part un distique formé d'un vers long (de six iambes, c'est-à-dire le trimètre iambique chez les Grecs, le sénaire iambique chez les Latins) suivi d'un vers bref (généralement de quatre iambes). C'est une forme inventée par Archiloque et utilisée chez les Latins par Horace. Son rythme plein de vivacité convient à une veine satirique[2].